# اچ‌دی ۷۳۲۶۷
اچ‌دی ۷۳۲۶۷ یک ستاره است که در صورت فلکی قطب‌نما قرار دارد.